# Abundancio
Flavio Abundancio  fue un militar y político romano de origen escita del siglo IV, cónsul en el año 393.

## Carrera pública
De origen escita, entró en el ejército romano bajo Graciano y fue encumbrándose en el escalafón militar hasta que Teodosio I el Grande le nombró magister utriusque militiae en 392 y cónsul en 393.
Eutropio, que había sido promocionado por el propio Abundancio, convenció en 396 al nuevo emperador oriental, Arcadio, para que exiliara a Abundancio a Pityus, en el mar Negro, y darle a él sus propiedades confiscadas. Cuando Eutropio murió en 399, Abundancio logró que le trasladaran a la ciudad fenicia de Sidón, donde aún estaba vivo en 400.